# Абдул Сані Браун
Абдул Хакім Сані Браун (англ. Abdul Hakim Sani Brown, нар. 6 березня 1999) — японський легкоатлет, який спеціалузіється в спринтерських дисциплінах, призер чемпіонатів світу, чемпіон світу серед юнаків, рекордсмен Японії.
Батько атлета родом з Гани, а мати є корінною японкою.
На чемпіонаті світу-2019 у Досі здобув «бронзу» в естафетному бігу 4×100 метрів.